# Savoia-Marchetti S.M.91
Il Savoia-Marchetti S.M.91 era un prototipo italiano per un aereo da caccia che riuscisse a contrastare i bombardieri alleati ad alta quota durante la seconda guerra mondiale. La configurazione dei due aerei è simile a quella del Lockheed P-38 Lightning statunitense, ma la leggenda che narra che per costruire l'aereo italiano ci si fosse basati su un P-38 catturato integro a Capoterra in Sardegna è falsa, anche perché il P-38 è stato catturato in Italia nell'estate del 1943, lo S.M.91 è stato un progetto del luglio del 1942 ed ha iniziato a volare nel marzo del 1943.

## Storia
Il progetto del S.M.91 nacque in risposta ad una richiesta del Ministero dell'Aeronautica per un velivolo multi-ruolo che potesse essere utilizzato come caccia di scorta, cacciabombardiere, aereo da attacco e ricognitore veloce.
L'S.M.91 era un velivolo biposto pesantemente armato, dotato di una coppia di motori Daimler-Benz DB 605A da 1475 cavalli: era una delle prime realizzazioni interamente metalliche della Savoia-Marchetti. Volò per la prima volta l'11 marzo 1943 ai comandi di Aldo Moggi, dimostrando buone prestazioni e maneggevolezza.
Contrariamente alle normali procedure, stante la situazione dell'epoca in Italia, il S.M. 91 non venne trasferito alla base di Guidonia: le prove (in totale circa 20 ore) vennero effettuate presso lo stabilimento dell'azienda, a Vergiate.
A seguito dell'armistizio, nell'ottobre del 1943 il velivolo venne trasferito dalla Luftwaffe presso il proprio centro di ricerca presso l'aeroporto di Rechlin-Lärz, dopodiché non se ne ebbe più notizia. Un secondo esemplare, portato in volo nell'estate del 1944, venne distrutto durante un bombardamento che colpì l'aeroporto di Vergiate.

## Descrizione tecnica
Il S.M.91 adottava la configurazione a doppia trave di coda con l'equipaggio  alloggiato in una ampia gondola centrale, già esplorata nel precedente progetto di bombardiere leggero S.M.88.
L'armamento offensivo era costituito da 6 cannoncini MG 151 calibro 20 mm di cui quattro nel muso della fusoliera centrale e due nelle radici alari, mentre l'armamento difensivo poteva essere costituito da 1 cannoncino MG 151 calibro 20 mm posteriore .